# 1337
Denna artikel handlar om året 1337. För onlinekulturspråksuttrycket med samma namn, se Leet.
1337 (MCCCXXXVII) var ett normalår som började en onsdag i den julianska kalendern.

## Händelser

### Okänt datum
- Hundraårskriget mellan England och Frankrike bryter ut.
- Träldom förbjuds i svensk lag.

## Födda
- Robert III, kung av Skottland 1390–1406 (född omkring detta år)

## Avlidna
- 30 juni – Eleanor de Clare, engelsk adelsdam
- 8 januari – Giotto di Bondone, italiensk målare